# Белинский, Казимир Людвик
Казимир Людвик Белинский, пол. Kazimierz Ludwik Bieliński (? — 23 марта 1713, Варшава) — государственный деятель Речи Посполитой, подкоморий надворный коронный (1689—1702), маршалок надворный коронный (1702), маршалок великий коронный (1702—1713), маршалок сейма, дипломат, староста тухольский, млавский, черский, маковский, мальборкский, осецкий и горволинский. Кавалер Ордена Белого орла.

## Биография
Представитель польского дворянского рода Белинских герба «Юноша». Сын воеводы мальборкского Яна Франтишека Белинского (ум. 1685) и Анны фон Акерстоф (ум. до 1671). Благодаря браку с Людвикой Марией Морштын был связан с профранцузской партией при дворе.
Избирался послом на сеймы в 1683, 1688 и 1690 годах. В 1688 году подписал в Берлине с курфюрстом об отправке бранденбургских военных отрядов на помощь Польше, воевавшей тогда с Османской империей. В 1689 году получил должность подкомория надворного коронного.
В 1697 году во время бескоролевья в Речи Посполитой Казимир Людвик Белинский был избран маршалком элекционного сейма, во время которого поддержал кандидатуру французского принца Франсуа Луи де Конти на польский королевский престол. Позднее перешел на сторону саксонского курфюрста Августа Сильного, которому в 1699 году выдал диплом об его избрании на польский трон. В 1702 году Казимир Людвик Белинский получил должность маршалка надворного коронного, в том же году был назначен маршалком великим коронным.
Двор Казимира Белинского находился в имении Отвоцк-Вельки, который часто посещал сам польский король. Марианна Белинская, дочь Казимира, стала любовницей Августа Сильного. В 1703 году Казимир Белинский выдал свою дочь замуж за подкомория великого литовского Богуслава Эрнеста Денгофа. Во время Северной войны Казимир Людвик Белинский находился в 1704-1712 годах в Гданьске, формально не поддерживая ни одну из сторон конфликта.

## Семья
В 1682 году женился на Людвике Марии Морштын (? — 1730), дочери подскарбия великого коронного Яна Анджея Морштына (1621—1693) и Катарины Гордон. Дети:
- Франтишек Белинский (ум. 1766), чашник великий коронный (1713), подскарбий Прусской земли (1714), воевода хелминский (1725), маршалок надворный коронный (1732—1742), маршалок великий коронный (1742—1766), староста мальборкский, тухольский, черский, бродницкий и др.
- Михаил Белинский (ум. 1746), чашник великий коронный (1725), подскарбий Прусской земли (1737), воевода хелминский (1738—1746), староста штумский
- Катаржина Белинская, 1-й муж староста чигиринский Якуб Потоцкий (ум. 1715), 2-й муж с 1716 года французский дипломат, барон Жан Виктор де Бесенваль (1671—1736)
- Урсула Белинская, жена старосты сандомирского и каштеляна малогощского Антония Черминьского
- Тереза Белинская, жена каштеляна сандомирского Богуслава Лубенского (1666—1740)
- Марианна Белинская (ок. 1685—1730), 1-й муж с 1703 года подкоморий великий литовский Богуслав Эрнест Денгоф (ум. 1734), 2-й муж с 1719 года писарь польный коронный, князь Ежи Игнацы Любомирский (ум. 1753).